# 博丹峰
博丹峰（英語：Baudin Peaks）是南極洲的山峰，座標68°49′S 67°3′W，位於葛拉漢地的法利埃海岸，處於米科爾森灣東南端，海拔高度超過750米（2,460英尺），在1909年由讓-巴蒂斯特·夏古率領的法國探險隊發現和繪入地圖，現時由南極條約體系管理。